# Дългоопашат камшичен гущер
Дългоопашатите камшични гущери (Tetradactylus tetradactylus) са вид влечуги от семейство Герозаврови (Gerrhosauridae).
Разпространени са в южната половина на Южноафриканската република. Цветът им е маслиненокафяв, понякога с по-тъмни и по-светли ивици по дължината на цялото тяло. Имат опашка, по-дълга от тялото, и много малки крайници.